# Itzhak de Laat
Itzhak de Laat (* 13. Juni 1994 in Leeuwarden) ist ein niederländischer Shorttracker.

## Werdegang
De Laat debütierte im Weltcup im Februar 2011 in Dresden und belegte dabei über 500 m und 1500 m jeweils den 28. Platz. In der Saison 2014/15 erreichte er beim Weltcup in Shanghai mit dem zweiten Rang mit der Staffel über 5000 m seine erste Podestplatzierung im Weltcup. Bei den Europameisterschaften 2015 in Dordrecht gewann er mit der Staffel über 5000 m die Bronzemedaille. In der Saison 2015/16 errang er beim Weltcup in Montreal und in Dordrecht auf den mit der Staffel über 5000 m. Seine besten Platzierungen bei den Weltmeisterschaften 2016 in Seoul waren der 26. Platz über 1500 m und der achte Rang mit der Staffel. In der folgenden Saison kam er im Weltcup viermal mit der Staffel auf den zweiten Platz und holte zudem in Minsk mit der Staffel seinen ersten Weltcupsieg. Bei den Europameisterschaften 2017 in Turin und den Weltmeisterschaften 2017 in Rotterdam gewann er jeweils die Goldmedaille mit der Staffel. In der Saison 2017/18 belegte er in Dordrecht und in Seoul jeweils den zweiten Platz mit der Staffel. Bei den Europameisterschaften 2018 in Dresden holte er die Goldmedaille mit der Staffel und errang bei den Weltmeisterschaften 2018 in Montreal den 26. Platz im Mehrkampf und den vierten Platz mit der Staffel. Beim Saisonhöhepunkt, den Olympischen Winterspielen 2018 in Pyeongchang, wurde er Zehnter über 1000 m und Sechster über 1500 m. In der folgenden Saison siegte er mit der Staffel in Almaty und lief mit der Staffel in Calgary auf den dritten Platz. Bei den Europameisterschaften 2019 in Dordrecht gewann er die Silbermedaille mit der Staffel. Im Mehrkampf errang er dort den 12. Platz.
In der Saison 2019/20 erreichte De Laat mit sieben Top-Zehn-Platzierungen, darunter Platz drei über 1000 m in Dordrecht, den zehnten Platz im Weltcup über 500 m. Zudem siegte er in Shanghai mit der Mixed-Staffel. Bei den Europameisterschaften 2020 in Debrecen holte er mit der Staffel und über 1500 m jeweils die Silbermedaille.

## Weltcupsiege im Team
| Nr. | Datum             | Ort         |
| --- | ----------------- | ----------- |
| 1.  | 12. Februar 2017  | Dresden 1   |
| 2.  | 9. Dezember 2018  | Almaty 1    |
| 3.  | 7. Dezember 2019  | Shanghai 2  |
| 4.  | 24. Oktober 2021  | Peking 3    |
| 5.  | 11. Februar 2023  | Dordrecht 4 |
| 5.  | 17. Dezember 2023 | Seoul 5     |

## Persönliche Bestzeiten
- 500 m      40,394 s (aufgestellt am 3. November 2018 in Calgary)
- 1000 m    1:23,656 min. (aufgestellt am 28. November 2021 in Dordrecht)
- 1500 m    2:11,530 min. (aufgestellt am 10. Februar 2024 in Dresden)
- 3000 m    4:41,752 min. (aufgestellt am 8. Januar 2017 in Amsterdam)